# Jean Standonck
Jean Standonck ou Iohannes Standonck  (16 août 1453, Malines – 5 février 1504, Paris) est un  religieux flamand, écrivain de langue latine et professeur en Sorbonne du XVe siècle.

## Biographie
Il naît dans une famille pauvre malinoise de Cornelius Standonck, cordonnier et d’Elisabeth van Isschot.
Il étudie d’abord à l’école paroissiale  de son village puis à Gouda chez les Frères de la vie commune et deviendra un adepte de la Devotio moderna. En 1469 il commence des études supérieures à Louvain qu’il va achever  à Paris où il arrive vers 1473.
Il est successivement maîtres ès arts, puis régent du collège Sainte-Barbe, et enfin en 1483 principal du collège de Montaigu à nouveau à l’abandon faute de moyens financiers.
Le 16 décembre 1485, il est élu recteur de l'Université, ce qui provoqua une révolte d'étudiants opposés à sa sévérité.
En 1490, il est fait docteur en théologie et se rend célèbre par ses prédications. Il a pour secrétaire Hector Boece.
Au collège de Montaigu il accueille gratuitement  des étudiants pauvres qu’il pousse vers une vocation religieuse. Il  institue une règle sévère avec examen de conscience, punitions corporelles et  corvées inspirée des Minimes de François de Paule.
Il accompagne le 27 juin 1493, le prêtre Jean Langlois qui avait été  condamné pour  avoir piétiné des hosties à Notre-Dame de Paris sur le lieu de son supplice, place aux Pourceaux, où il est brûlé vif. À partir de cette date, il n'aurait plus mangé de viande.
Le 11 novembre 1493 il est fait chanoine de la cathédrale de Beauvais.
Ayant blâmé en 1498 la répudiation par Louis XII de sa femme Jeanne, il est exilé du royaume pour deux ans. Il s’exile à Cambrai.
En 1500, le collège accueille plus de cent étudiants pauvres et reçoit des appuis financiers. Il est alors donné à la Communauté des Pauvres.
De retour en France grâce à la protection de l'amiral de Graville, il crée  la congrégation de Montaigu. Chaque maison de sa congrégation devait être composée d'un ministre, de douze maîtres, et de soixante- douze disciples. Les disciples ne faisaient que des vœux simples, mais les maîtres faisaient des vœux plus étendus, et le père, c'est-à-dire le général de cette congrégation, devait avoir une autorité absolue. Cette congrégation  est approuvée par Rome le 23 février 1501, et par Étienne Poncher le 13 janvier 1502.
Il établit une seconde maison de son institut à Malines. lieu de sa naissance, une troisième à Valenciennes, et une quatrième à Louvain qui occupa une place importante à l’Université de Louvain. Il soumit ces quatre maisons à celle de Montaigu.
Noël Béda et Tempête qui lui succédèrent négligèrent la congrégation et un certain nombre de disciples décidèrent de la quitter et se regroupèrent autour d’Ignace de Loyola pour créer une société qui réponde mieux aux règles de la congrégation, ce qui fut à l’origine de la Compagnie de Jésus.